# 八老爺 (臺南市)
八老爺，是臺灣臺南市柳營區的一個傳統地域名稱，位於該區西南部。相較於今日行政區，其範圍大致為八翁里不含最北端。

## 歷史
台灣日治初期，八老爺地區為一街庄，稱為「八老爺庄」，隸屬於鐵線橋堡。該庄昔日西邊及北邊西段隔急水溪分別與鐵線橋庄、舊廍庄為界，北邊中至東段與火燒店庄為鄰，東與查畝營庄為鄰，南邊為龜仔港庄、蔴荳藔庄。
1901年（日治明治三十四年）11月11日，全台廢縣廳改設二十廳，該庄隸屬於鹽水港廳。1904年（明治三十七年）4月1日，該庄編入「查畝營區」，隸屬於鹽水港廳。1906年（明治三十九年）4月1日，鹽水港廳內管轄區域調整，該庄仍隸屬於「查畝營區」。1909年（明治四十二年）10月25日，全台合併二十廳為十二廳，查畝營區改隸屬於嘉義廳。1920年（大正九年）10月1日，全台地方制度大改正，廢十二廳改設五州二廳，該庄改制為「八老爺」大字，隸屬於臺南州新營郡柳營庄。
戰後柳營庄改制為柳營鄉，隸屬於臺南縣，大字亦改制為村。1950年10月25日，雲、嘉、南分治，柳營鄉仍隸屬於臺南縣。2010年12月25日，臺南縣、市合併為直轄臺南市，柳營鄉改制為柳營區，村亦改制為里。
本聚落為柳營區內的酪農業產地，境內牧場林立，觀光景點有八老爺牧場、營長牧場等等。

## 交通
區道南69線是仁和至賀建的道路，經過本地區主聚落西北側。
區道南70線是宅港至八老爺的道路，其東側端點（終點）位於本地區中部偏西南的區道南69線路口。
區道南75線是太子宮至八翁（八老爺）的道路，其南側端點（終點）位於本地區主聚落西北側的區道南69線轉角路口。
區道南311線是新營至柳營的道路，經過本地區主聚落東北側。
區道南316線是八老爺至新吉莊的道路，其西側端點（起點）位於本地區主聚落西北側的區道南69線轉角路口。